# Denis Wladimirowitsch Popow
Denis Wladimirowitsch Popow (russisch Денис Владимирович Попов; * 29. August 2002) ist ein russischer Fußballtorwart.

## Karriere
Popow begann seine Karriere beim FK Rostow. Im September 2019 stand er gegen Achmat Grosny erstmals im Kader der Profis von Rostow. Im Juni 2020 debütierte er in der Premjer-Liga, als er am 23. Spieltag der Saison 2019/20 gegen den FK Sotschi in der Startelf stand. In jenem Spiel lief eine reine Jugendmannschaft der Rostower auf, nachdem die Profis aufgrund von COVID-Fällen unter Quarantäne gestellt worden waren. Popow kassierte in jenem Spiel zehn Tore und Sotschi gewann mit 10:1, allerdings parierte er auch einen Elfmeter, hielt insgesamt 35 Torschüsse, wodurch er einen neuen Ligarekord aufstellte, und wurde trotz der zweistelligen Niederlage zum Spieler des Spiels gewählt. 2021 ging er nach Lettland, absolvierte jedoch nur ein Spiel für die zweite Mannschaft von Valmiera FC. 2023 absolvierte er zehn Spiele in der dritten russischen Liga; seither ist er vereinslos.